# Néstor Kirchner
Néstor Carlos Kirchner Ostoić (Río Gallegos, Patagonija, 25. veljače 1950. – El Calafate, 27. listopada 2010.) je bio argentinski predsjednik. Dužnost predsjednik Argentine obavljao je od svibnja 2003. do prosinca 2007. godine. Po zanimanju novinar, prije predsjedničke dužnosti bio je guverner pokrajine Santa Cruz.
Kirchner je također bio nacionalni zamjenik, izabran u pokrajini Buenos Aires 2009. godine, te je 4. svibnja 2010. godine bio određen za glavnog tajnika organizacije UNASUR koja okuplja zemlje Južne Amerike.
Kirchner je bio malo poznat u inozemstvu, pa čak i Argentini prije njegova izbora, pobijedio je na izborima sa samo 22,24 posto glasova kada se u prvom krugu bivši predsjednik Carlos Menem koji je osvojio 24,45% glasova povukao iz utrke.
Ubrzo nakon preuzimanja dužnosti u svibnju 2003. godine Kirchner je iznenadio svijet smjenjujući snažne vojne i policijske dužnosnike. Naglašavajući potrebu da se poveća odgovornost i transparentnost u upravi, Kirchner je poništio zakone za oprost vojnih časnika optuženih za mučenja i ubojstva tijekom 1976-1983 za vrijeme "Prljavog rata", pod vojnom vlašću.
Dana 28. listopada 2007. godine njegova supruga Cristina Fernández de Kirchner je izabrana da ga zamijeni kao predsjednica Argentine, a on je postao prvi gospodin Argentine. Umro je 27. listopada 2010. od posljedica srčanog udara. 

## Podrijetlo
Njegova majka Ana María Juana Ostoic Dragnic je bila čileanska Hrvatica, iz Punta Arenasa.

## Vanjske poveznice
- Službena stranica Nestora Kirchnera  Arhivirana inačica izvorne stranice od 19. siječnja 2013. (Wayback Machine)